# Devičie
Devičie (em húngaro: Devicse) é um município da Eslováquia, situado no distrito de Krupina, na região de Banská Bystrica. Tem 14,07 km² de área e sua população em 2018 foi estimada em 306 habitantes.

## Demografia
| Ano:        | 1994 | 2004   | 2014   | 2024   |
| ----------- | ---- | ------ | ------ | ------ |
| Broj ljudi: | 274  | 277    | 300    | 302    |
| Razlika:    |      | +1,09% | +8,30% | +0,66% |

| Ano:               | 2023 | 2024 |
| ------------------ | ---- | ---- |
| Número de pessoas: | 302  | 302  |
| Diferença:         |      | +0%  |